# L'Histoire du petit tailleur
L’Histoire du petit tailleur est un conte musical sous forme de suite pour récitant, sept instruments et percussion, composé par Tibor Harsányi en 1939.

## Présentation
L'Histoire du petit tailleur est composé par Tibor Harsányi en 1939. Inspirée de l'histoire du Vaillant Petit Tailleur des frères Grimm, la partition est écrite sous forme de suite, pour récitant, sept instruments (violon, violoncelle, flûte, clarinette, basson, trompette et piano) et percussion,.
Différents moments illustrés musicalement se succèdent au rythme de l'histoire, :
- en plein travail
- le ballet des sept mouches et ses conséquences inattendues
- pour atteindre la gloire
- cortège royal et promesses
- combat avec le sanglier
- la joie du premier succès
- l'écroulement des géants
- honneurs militaires
- rêverie sur le chemin parcouru
- triomphe sur la licorne
- récompenses sentimentales
- consécration
- ainsi finit l'histoire

L'Histoire du petit tailleur est créée à Paris le 17 avril 1940 sous la direction de Charles Munch.
L'œuvre est écrite à l'origine pour théâtre de marionnettes,. Pour Philippe Mougeot, « la partition est un excellent spécimen de ces productions de l'« École de Paris » d'avant-guerre, faites de clarté, d'équilibre — avec ce qu'il faut d'ironie, d'effets de distanciation, d'amour du concret sonore — sensuel mais pudique, et toujours délicat dans l'instrumentation ».

## Discographie
- Peter Ustinov (récitant), Orchestre de la Société des concerts du Conservatoire dirigé par Georges Prêtre, EMI Classics, 1966.